# Route nationale 172
Die N172 wurde 1824 als französische Nationalstraße zwischen Bayeux und Coutances festgelegt. Sie geht auf die Route impériale 192 zurück. Ihre Länge betrug 63 Kilometer. 1973 wurde die N172 bis auf die südöstliche Umgehung von Saint-Lô, auf die sie mittlerweile gelegt wurde, abgestuft. Seit 2006 ist auch dieses Stück eine Départementstrasse.